# 李根源

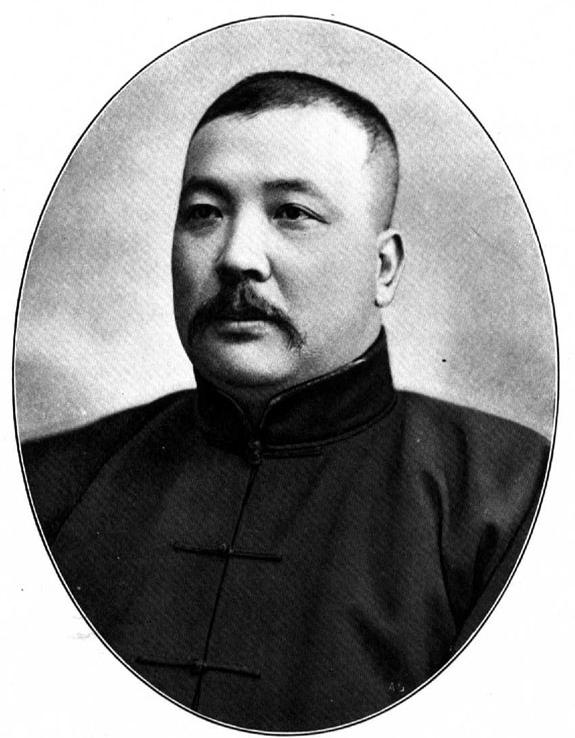
李根源

李根源（1879年6月6日—1965年7月6日），字印泉，又字养溪、雪生，号高黎贡山人，男，云南省腾越厅九保街（今屬梁河县）人，中国国民党元老，中华民国政治家、军事将领。屬政學系。

## 生平

### 昆明重九起義

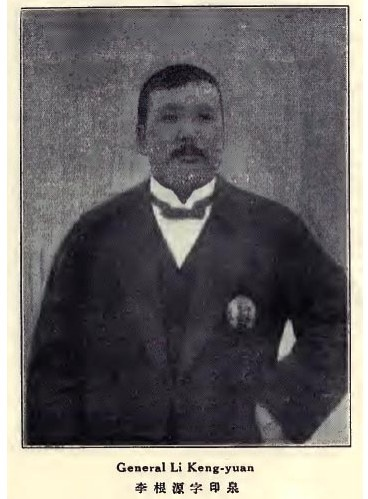
李根源

李根源生于清光绪五年四月十七日（1879年6月6日），早年学习旧学，为永昌府学增生。1903年（光緒29年）入昆明云南高等学堂。翌年，赴日本留学，入東京振武学校。1906年（光緒32年），入陸軍士官学校为士官候補生（正式入学于1908年（光緒34年））。在日本期间，李根源是中国同盟会的核心組織者之一。后来，他还担任雲南日本留学生同乡会会長，参与编辑和经理雲南革命派的雑誌《雲南》。1908年（光緒34年）召开雲南独立大会。
1909年（宣統元年）归国，同年9月新設雲南陸軍講武堂，李根源出任该堂監督兼步兵科教官。翌年5月，任该講武堂总办。1911年（宣統3年）8月，任雲南督練处副参議官。同年10月10日武昌起義爆发，李根源、唐繼尧等革命派軍人謀議，推举蔡鍔为领导组织起义。
10月30日，蔡鍔、李根源、唐繼尧等革命派軍人发动重九起義，成立云南军都督府。李根源任雲南軍政府軍政部長兼参議院議長。此後，李根源成功说服大理的革命派政权同雲南軍政府合流，为稳定云南省内政治局面作出了贡献。后来，梁啓超系支持袁世凱的蔡鍔同孫文系反袁的李根源之間发生意見对立。1912年（民国元年）8月，李根源辞去雲南軍政府内的职务。

### 同孫文的对立
1913年（民国2年）二次革命中，李根源作为革命派进行活動。7月，李根源拥立袁世凱的政敵岑春煊在广東打倒袁世凱成立大元帥府。然而，由于粤軍内部的叛乱，该计划以失敗告终。
同年9月，李根源流亡日本，入早稻田大学学习政治经济学。翌年8月，力图打倒袁世凱的团体欧事研究会在東京成立。1915年（民国4年）12月護国战争爆发，1916年4月李根源随岑春煊归国。5月，两广護国軍在肇慶成立两广都司令部，岑春煊任都指令，梁启超任都参謀，李根源任副都参謀。
袁世凱死後，任陝西省長。1916年11月，李根源、張耀曾、谷鍾秀、鈕永建等成立政学会。1918年2月，离陝赴粵。护法战争爆发，任驻粵滇军总司令，粵赣湘边防军务督办。后来李根源与政学会等人支持改组军政府，联合岑春煊、陆荣廷，迫使孙文辞职。
1920年（民国9年）１月，改任督办广东海疆防务事宜，兼摄琼崖镇守使，在孫文、唐繼尧的政治及軍事反擊下，政学会于同年8月被迫解散。孫文支持粤軍陳炯明的軍事行動，岑春煊、李根源等被迫下野。

### 晩年

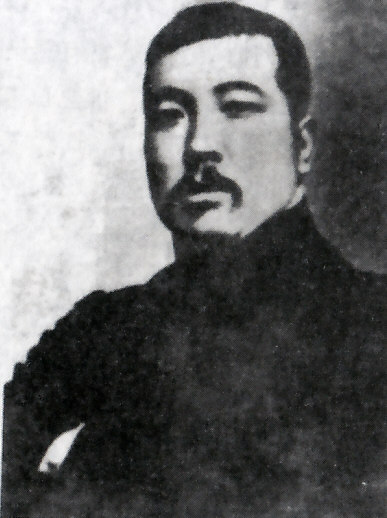
李根源

此後，李根源在北京政府方面活动。北京政府于1922年（民国11年）9月任命李根源为航空署督办。11月，李根源任張紹曾内阁的農商总長。翌年6月，李根源入高凌霨内閣继续任農商总長，并曾在数日间代理国務总理。
国民政府時代，在抗日战争之際，李根源在江苏组织老子军，后在社会上呼吁抗日，任雲貴監察使、国策顧問。
1945年初，抗战胜利，李根源辞去了云贵监察使之职，回到家乡云南腾冲，即积极倡导修建腾冲国殇墓园。经过半年多的努力，国殇墓园完工了。园中建了忠烈祠、纪念塔、纪念碑。国民党要人蒋介石、于右任、何应钦、卫立煌及二十集团军将领都题了词。腾冲抗战中牺牲的军队官兵和民工的名字，都刻在了碑上。
中華人民共和国成立後，李根源留在中国大陸，任西南军政委员会委员、中国人民政治協商会議全国委員会委員等职务。
1965年7月6日，李根源在北京逝世。享年87岁（满86歳）。葬于苏州小王山。

## 家庭
- 弟：李根澐，滇軍軍人，後参加国民革命軍。
- 五子：李希泌（1918年-2006年），圖書舘學家。